# Ernst von Gudenau-Mirbach (Vorst)
Ernst von Gudenau-Mirbach, též Ernst Vorst-Lombeck von Gudenau, Ernst Gudenau-Mirbach (Vorst), Ernst Mirbach-Harff nebo Arnošt Gudenau-Mirbach-Vorst (17. března 1845 – 31. května 1901 Düsseldorf), byl rakouský a pruský šlechtic a politik působící na Moravě, v 2. polovině 19. století poslanec Říšské rady.

## Biografie
Byl členem rodu von der Vorst z Nizozemí, který byl roku 1529 potvrzen do šlechtického stavu, od roku 1633 s titulem svobodných pánů (baronů) s predikátem z Lombecku. Později se rod rozdělil do dvou větví. Předci Ernsta von Gudenau-Mirbach užívali v 18. století predikát von Gudenau. Působili v Porýní. Maxmilián Friedrich von Gudenau (1767–1855) kvůli dluhům prodal své panství v Porýní a přestěhoval se do Rakouska, kde roku 1815 zakoupil statek Žádlovice. Později převzal žádlovické panství jeho syn Klement von Gudenau (1806–1857), jenž působil jako rada moravského gubernia v Brně, následně mladší syn Richard von Vorst-Gudenau (1810–1853), který ve 40. letech 19. století zastával funkci krajského landráta v Grevenbroichu. Ten byl roku 1853 povýšen i do pruského hraběcího stavu a získal predikát Mirbach-Harff. Vedení rodu později převzal jeho syn Wilhelm von Gudenau-Mirbach (1842–1882) a po jeho smrti mladší syn Ernst von Gudenau-Mirbach. Jeho manželkou byla Wilhelmine von Thun-Hohenstein.
Působil jako statkář v Žádlovicích.
Byl veřejně a politicky činný. V zemských volbách v roce 1878 se stal poslancem Moravského zemského sněmu. Reprezentoval velkostatkářskou kurii, I. sbor.
Působil i jako poslanec Říšské rady (celostátního parlamentu Předlitavska), kam usedl ve volbách roku 1879 za velkostatkářskou kurii na Moravě. Rezignaci oznámil na schůzi 4. prosince 1883. Ve volebním období 1879–1885 byl zmiňován jako baron Ernst von Gudenau-Mirbach (Vorst), statkář, bytem Žádlovice. Po volbách v roce 1879 je řazen mezi konzervativní velkostatkáře. List Das Vaterland po volbách v roce 1879 napsal, že ze čtyř konzervativních velkostatkářů zvolených na Moravě jen Egbert Belcredi je zároveň státoprávně orientován (tedy podporuje český státoprávní program), zbylí tři (včetně Gudenaua) nejsou státoprávně vyhranění.
Jeho syn Wilhelm von Mirbach-Harff byl německým diplomatem a německým velvyslancem v Rusku v době vrcholící revoluce v letech 1917–1918, který se stal obětí atentátu v Moskvě.